# Victoria Island (Nigeria)

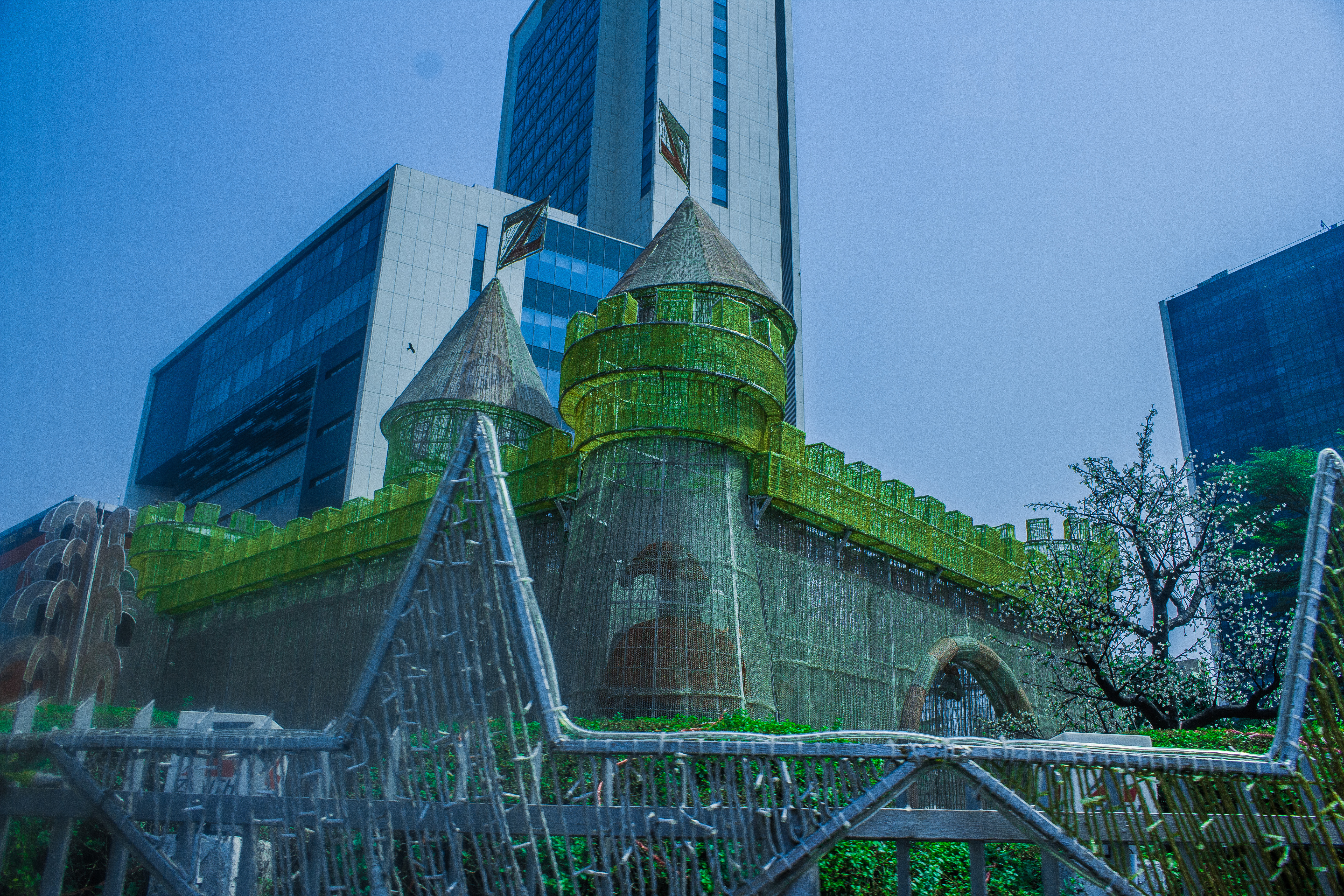
Weihnachtsinstallation am Zenith Roundabout auf Victoria Island

Victoria Island ist ein wohlhabender Stadtteil der Agglomeration Lagos, Nigeria. Er beherbergt Hauptsitze von großen nigerianischen Banken, Konsulate, Hotels, Galerien, (Rooftop-)Restaurants und Nachtclubs.

## Lage
Victoria Island bildet das westliche Ende der Local Government Area Eti Osa und liegt in der Lagune von Lagos. Nördlich liegen die Inseln Ikoyi und Lagos Island, östlich die Halbinsel Lekki.

## Geschichte
Früher war Victoria Island, benannt nach der britischen Königin Victoria, ein für Europäer und hohe Beamte reserviertes Wohngebiet.

## Parks

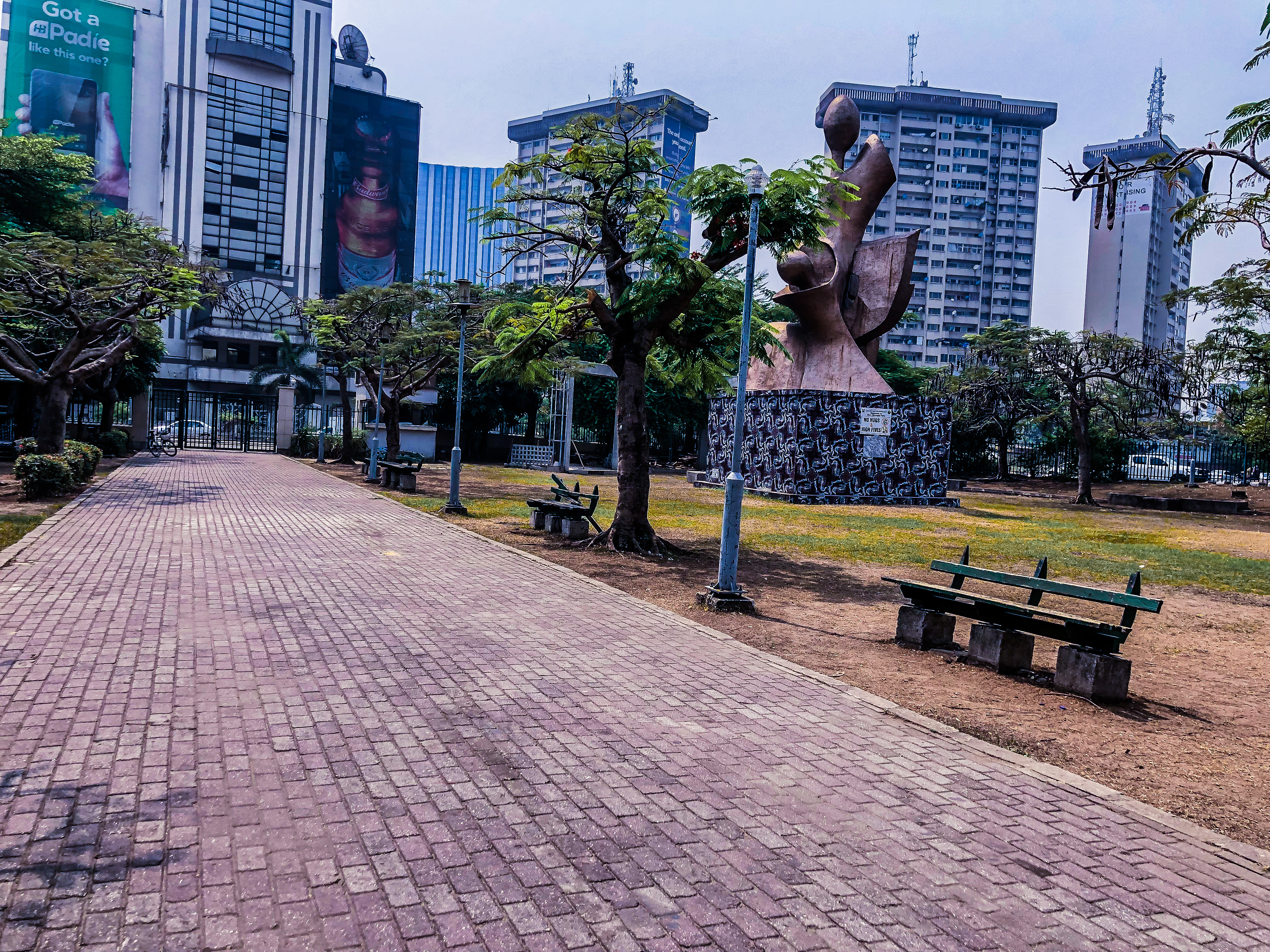
Muri Okunola Park auf Victoria Island

Der Muri Okunola Park befindet sich in der Adeyemo Alakija Street in Victoria Island, in der Nähe des Campus der Nigerian Law School in Lagos. Er wurde 2008 von Gouverneur Babatunde Fashola, zu Ehren des verstorbenen Richters Muri Okunola für sein Engagement im Dienste des Staates Lagos und Nigerias als Ganzes errichtet und in Betrieb genommen. Der Park ist gut gepflegt und ein idealer Ort für einen ruhigen Ausflug mit den Liebsten. Auch Veranstaltungen wie Feste, Hochzeitszeremonien und gelegentliche Video-/Fotodrehs machen den Park zu einem erlebnisreichen Ort – ein Ziel für Fotografen.

## Kultur
Viele Galerien befinden sich auf Victoria Island.
Die Red Door Gallery ist auf zeitgenössische afrikanische Kunst spezialisiert. Die Red Door Gallery bietet Künstlern eine Plattform, um ihre Kreativität ohne gesellschaftliche Grenzen zum Ausdruck zu bringen. Wir fördern „unvorhersehbare Kunst“, denn vorhersehbare Kunst ist weder inspirierend noch ist sie sammelwürdig. Red Door Gallery bedient die gesamte Wertschöpfungskette der Kunst. Sie reicht von der Beratung von Sammlern bis hin zu Schätzungen, Restaurierungen, privaten und öffentlichen Aufträgen und Ausstellungen. Die Eigentümer sehen sich von der Überzeugung angetrieben, dass Kunst die ultimative Form des Ausdrucks der innersten Gedanken des Menschen ist.
Die Alexis Galleries befinden sich auf Victoria Island. Alexis Galleries hat sich auf die Präsentation und Verbreitung zeitgenössischer Kunst in den Medien Malerei, Zeichnung, Mischtechnik und Skulptur spezialisiert. Man hält sich selbst für eine der besten Galerien in Nigeria, ein Treffpunkt für Künstler, Sammler und Kunstliebhaber. Die Eigentümer haben Künstler bei der Organisation und Präsentation ihrer Werke und Talente durch zahlreiche Ausstellungen unterstützt, im Wunsch, die nigerianischen Künstler auf eine höhere Ebene zu bringen und den immer lebendigen nigerianischen Kunstkreis zu stärken. Patty Chidiac-Mastrogiannis, Gründerin und Direktorin von Alexis Galleries, widmet ihre Galerie und ihr Atelier der Entwicklung aufstrebender Künstler, indem sie diese bei der Präsentation ihrer Werke unterstützt und fördert. In diesem Zusammenhang hat sie den Tätigkeitsbereich auf die Zusammenarbeit mit Nichtregierungsorganisationen bei der Kuratierung, Organisation von Residenzprogrammen, Workshops sowie jährlichen Workshops und Ausstellungen ausgeweitet. Sie spendet die Erlöse aus verschiedenen Ausstellungen für bestimmte NGOs.

## Wirtschaft

### Banken

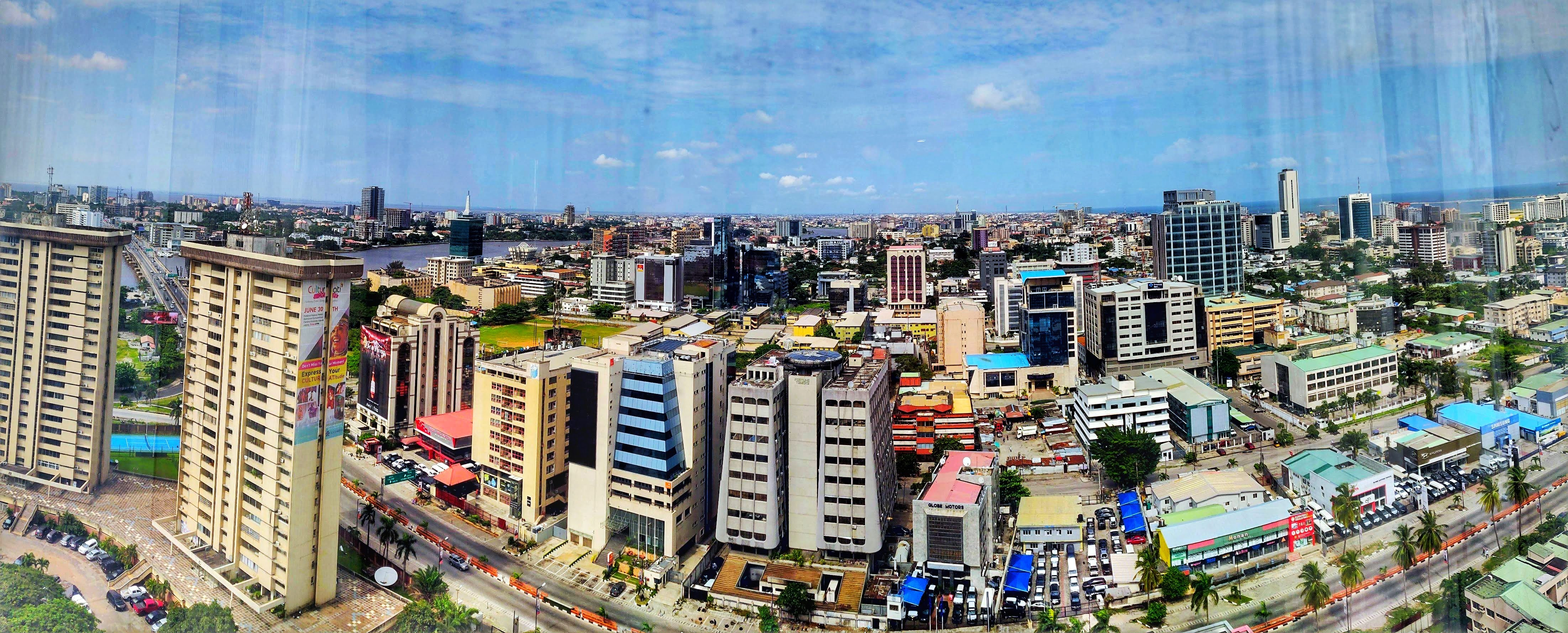
Victoria Island vom Continental Hotel aus gesehen

Mit der Access Bank, der Zenith Bank und der Guaranty Trust Bank haben drei der fünf größten Banken von West- und Zentralafrika ihren Hauptsitz auf Victoria Island. Die Zenith Bank sorgt in jedem Dezember für eine extravagante Weihnachtsbeleuchtung entlang der Ajose Adeogun Street auf Victoria Island.

## Tourismus

### Nachtclubs, Night life
Die Akin Adesola Street und die in sie einmündende Adeola Odeku Street auf Victoria Island sind der Hot Spot in Bezug auf die besseren Nachtclubs von Lagos. Reisevlogger Drew Binsky schwärmt vom vibrierenden Nachtleben der Stadt mit seinen „protzigen Bars, ruppigen Clubs, chilligen Lounges und Strandpartys“.

### Rooftop-Restaurants
Dem hitzegeplagten Mitteleuropäer gewähren Rooftop-Restaurants außer Lukullischem und der Aussicht eine erfrischende Brise vom Atlantik.

### Erlebnispark, Vergnügungszentrum
Hakuna Matata ist ein Erlebnispark auf Victoria Island. Die Eintrittsgebühr gewährt Zugang zu allen Attraktionen; Schwimmkleidung und Socken werden dringend empfohlen.
Die Silverbird Galleria ist ein Einkaufs- und Vergnügungszentrum auf dem noblen Victoria Island. Es gehört zur Silverbird-Kinokette und sollte nicht mit den gleichnamigen Kinos in anderen Stadtteilen von Lagos verwechselt werden.

## Krankenhäuser

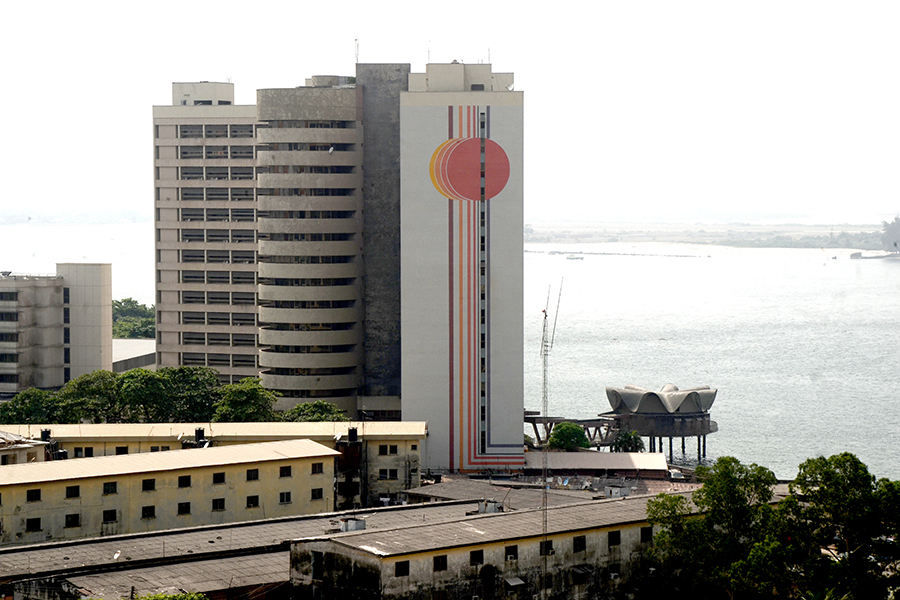
EKO Krankenhaus

- EKO KrankenhausEKO Hospital, privat, internationaler Standard[11], Ausbildungskrankenhaus, führend in Kardiologie,[12]
- Reddington Hospital, internationaler Standard[11], spezialisiertes Krankenhaus, akkreditiert bei COHSASA,[12]
- Euracare Multi-Specialist Hospital, „beste Urologie-Klinik in Nigeria“,[12]
- Paelon Memorial Hospital, 5-Sterne-SafeCare-Auszeichnung für Qualität.[12]

## Bildungsstätten
Die National Open University of Nigeria ist die erste offene Universität in Nigeria; sie ist eine bundesstaatliche Bildungseinrichtung und befindet sich am Ahmadu Bello Way, Victoria Island, Lagos.